# Gongjaksan
Gongjaksan (koreanska: 공작산) är ett berg i Sydkorea.   Det ligger i provinsen Gangwon, i den norra delen av landet, 90 km öster om huvudstaden Seoul. Toppen på Gongjaksan är 882 meter över havet, eller 438 meter över den omgivande terrängen. Bredden vid basen är 5,8 km.
Terrängen runt Gongjaksan är huvudsakligen kuperad. Runt Gongjaksan är det ganska glesbefolkat, med 39 invånare per kvadratkilometer. Närmaste större samhälle är Hongch'ŏn, 11,3 km väster om Gongjaksan. I omgivningarna runt Gongjaksan växer i huvudsak blandskog.